# Ilgaz Dağları
Die Ilgaz Dağları (deutsch "Ilgaz Berge": plural von "Dağ", deutsch "Berg") sind ein Gebirgszug des Westpontischen Gebirges in den Provinzen Çankırı, Çorum und Kastamonu im Norden der Türkei.
Die Ilgaz Dağları erstrecken sich über eine Länge von etwa 150 km in West-Ost-Richtung.
Die Nordanatolische Verwerfung verläuft im Flusstal von Devrez Çayı und Kızılırmak entlang der Südflanke des Gebirges. Die Nordhänge der Bergkette werden von den Flüssen Soğanlı Çayı, Araç Çayı und Gökırmak entwässert. Der Gebirgszug erreicht im Büyükhacet Tepe eine maximale Höhe von 2587 m.
Die Fernstraße D765 (Ilgaz–Kastamonu) überquert die Bergkette am 1875 m hohen Ilgazdağı-Pass. Westlich der Passstraße erstreckt sich der 1088 ha große Ilgaz-Dağı-Nationalpark. Dort befindet sich auch ein Wintersportgebiet.

## Berge (Auswahl)
Im Folgenden sind eine Reihe von Gipfeln entlang dem Hauptkamm der Ilgaz Dağları sortiert in West-Ost-Richtung aufgelistet:
- Küçükhacet Tepe (2546 m) (⊙), Çankırı/Kastamonu
- Büyükhacet Tepe (2587 m) (⊙), Kastamonu